# ۱۷۶۶ (میلادی)
۱۷۶۶ (میلادی) هزار وهفتصد و شصت و ششمین سال تقویم میلادی است.

## زادگان
- ۱۴ فوریه – رابرت مالتوس، اقتصاددان بریتانیایی (د. ۱۸۳۴)
- ۲۱ ژوئیه – توماس چارلز هوپ، شیمی‌دان بریتانیایی (د. ۱۸۴۴)
- ۶ اوت – ویلیام هاید ولاستون، شیمی‌دان، فیزیک‌دان، و مهندس بریتانیایی (د. ۱۸۲۸)
- ۶ سپتامبر – جان دالتون، شیمی‌دان و فیزیک‌دان بریتانیایی (د. ۱۸۴۴)

## درگذشتگان
- ۱۲ دسامبر – یوهان کریستف گتشد، نویسنده و شاعر آلمانی (ز. ۱۷۰۰)
- ۱۳ ژانویه – فردریک پنجم دانمارک، سیاست‌مدار آیسلندی (ز. ۱۷۲۳)